# فاينل فانتسي ميستيك كويست
فاينل فانتازي ميستيك كويست، وأصدرت باسم ميستيك كويست ليجيند في مناطق بال وكذلك فاينل فانتازي يو إس أيه: ميستيك كويست (باليابانية: ファイナルファンタジーUSA ミスティッククエスト، فاينارو فانتاجي يو إسو إي: ميسوتيكو كويسوتو) في اليابان، هي لعبة فيديو تقمص الأدوار على سوبر نينتندو إنترتينمنت سيستم. أصدرت اللعبة بوصفها لعبة مشتقة من سلسلة فاينل فانتازي. تم إصدار اللعبة أول مرة في أمريكا الشمالية عام 1992 وتم تسويقها بوصفها «لعبة تقمص أدوار مبسطة... ومصممة للاعبين المبتدئين» في محاولة لتوسيع قاعدة معجبي هذا النوع. يتشابه عرض اللعبة ونظام مشابه إلى حد كبير مع الموجود في السلسلة الرئيسية، ولكنها تختلف في إدراجها عناصر ألعاب الأكشن والمغامرة. هذه اللعبة، إلى جانب مع فاينل فانتازي أدفنتشرز، هي أول لعبة فاينل فانتازي يتم إصدارها في أوروبا.
تدور اللعبة حول شاب يدعى بنجامين في سعيه لإنقاذ العالم. هدفه هو استعادة مجموعة من البلورات المسروقة التي تحدد مصير العناصر الأربعة في العالم. يخرج أسلوب اللعب عن المتبع في السلسلة الرئيسية في عدة نقاط. يتم استبعاد العديد من العناصر الرئيسية، مثل المعارك العشوائية، نقاط حفظ اللعبة، المعدات اليدوية، ونظام الفريق. تلقت اللعبة تقييمات ومبيعات متوسطة في أمريكا الشمالية واليابان، حيث لم يعجب الكثيرون ببساطة اللعب وعدم وجود عمق في قصة اللعبة. مع مرور الوقت، حافظت اللعبة على سمعتها بكونها «لعبة فاينل فانتازي للمبتدئين» ونالت الثناء على الموسيقى.